# 자크 베르주라크

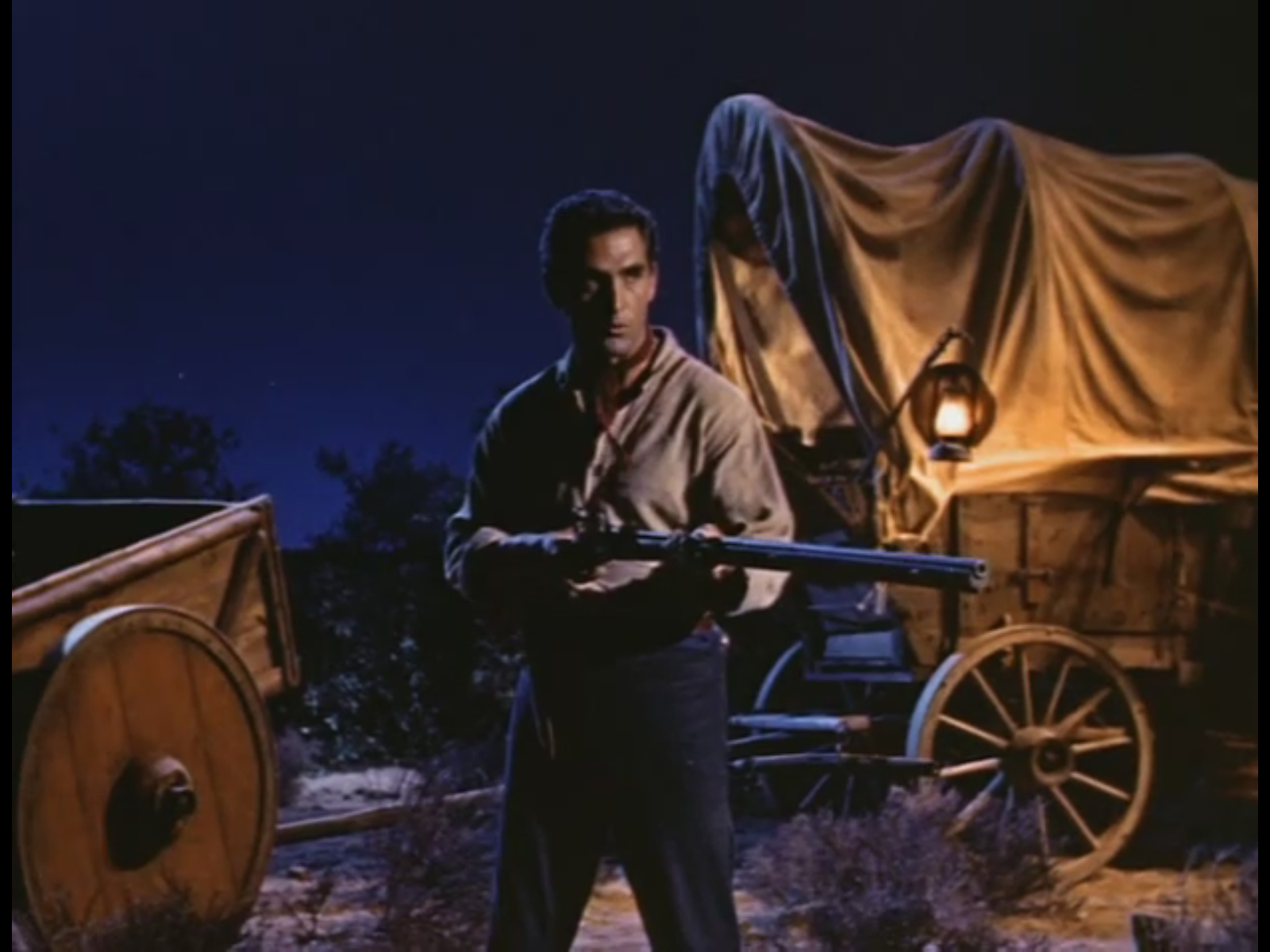

자크 베르주라크(프랑스어: Jacques Bergerac, 1927년 5월 26일 ~ 2014년 6월 15일)은 프랑스의 배우이다.
비아리츠에서 태어났으며 앙글레트에서 사망하였다.

## 출연 작품
- 글로벌 어페어 (1964년)
- 선셋 77번가 (1958년)
- 지지 (1958년)
- 레스 걸스 (1957년)

### 텔레비전
- 배트맨 (196-7-68)